# 旗魚科
旗魚科（學名：Istiophoridae），也称馬林魚或枪鱼（gun fish)
，為輻鰭魚綱旗魚目下属的一个科，大多是体型庞大、行动迅猛的掠食性鱼类。
旗鱼的英文俗称源自中古英语merlin和中古荷兰语marlijn，意思是“系泊绳”（相当于现代英语的），原因是旗鱼突出的吻部与水手在码头缠绕绳索和打结时常用的一种尖棒（marlinspike）形状相似。

## 分布
本科魚類廣泛分布於熱帶與亞熱帶之海域。

## 深度
由表層至水深200公尺。

## 特徵
本科魚體延長側扁，壯碩有力，頭高向後漸細，尾柄部堅強。體被小稜鱗，皮膚粗厚。上頷骨向前突出如槍頭，其側緣鈍圓。背鰭2枚，第一背鰭由後頭部直走尾部狀如帆，與小型的第二背鰭接近。臀鰭2枚，尾鰭大形深分叉，胸鰭呈鐮刀狀，尾柄每側有2條隆起稜脊。

## 分類
旗魚科其下分5個屬，如下：

### 翅旗魚屬（Istiompax）
- 立翅旗魚（Istiompax indica）：又稱印度槍魚。

### 旗魚屬（Istiophorus）
- 大西洋旗魚（Istiophorus albicans）
- 雨傘旗魚（Istiophorus platypterus）：又稱平鰭旗魚。

### 條紋槍魚屬（Kajikia）
本屬曾被歸入四鰭旗魚屬。
- 白色四鰭旗魚（Kajikia albidus）
- 條紋四鰭旗魚（Kajikia audax）：又稱紅肉旗魚。

### 槍魚屬（Makaira）
- 黑皮旗魚（Makaira mazara）：又稱藍槍魚。
- 大西洋藍槍魚（Makaira nigricans）

### 四鰭旗魚屬（Tetrapturus）
- 小吻四鰭旗魚（Tetrapturus angustirostris）：又稱小旗魚。
- 地中海四鰭旗魚（Tetrapturus belone）
- 圓鱗四鰭旗魚（Tetrapturus georgii）
- 鋸鱗四鰭旗魚（Tetrapturus pfluegeri）

## 生態
本科魚棲息於熱帶及亞熱帶外洋裡，體型適合快速游泳，屬肉食性，以鯖魚、鰹魚等魚類及烏賊為食。當牠們發現目標後立即靠近，以長吻攻擊獵物。

## 經濟利用
食用魚，可做成生魚片、魚羹、魚丸等，如處理不當，不宜做生魚片，易發生細菌性食品中毒。鮮度變差，肉質易產生綠變肉。也是著名的遊釣魚類。